# Aldham (Essex)
Aldham – wieś i civil parish w Anglii, w hrabstwie Essex, w dystrykcie Colchester. Leży 28 km na północny wschód od miasta Chelmsford i 77 km na północny wschód od Londynu. W 2011 roku civil parish liczyła 491 mieszkańców. Aldham jest wspomniana w Domesday Book (1086) jako Aldeham.